# Andrhippuris
Andrhippuris là một chi bướm đêm thuộc họ Noctuidae.

## Các loài
- Andrhippuris caudoequina Karsch, 1895